# Nyssiodes perochrea
Nyssiodes perochrea là một loài bướm đêm trong họ Geometridae.